# Torre del Pozzo
Torre del Pozzo is een plaats (frazione) in de Italiaanse gemeente Cuglieri.